# Anna Vasof
Anna Vasof (* 1985, Prag, Tschechien) ist eine griechisch-österreichische Architektin und Medienkünstlerin. Sie ist bekannt für ihre experimentellen Filme, Installationen und ihre innovative künstlerische Forschung zu Bewegung und Zeit und der Entwicklung der Technik des „Non Stop Stop Motion“.

## Leben und Ausbildung
Anna Vasof schloss ein Studium der Architektur an der University of Thessaly in Griechenland (2010) und für Transmediale Kunst an der Universität für angewandte Kunst in Wien bei Professorin Brigitte Kowanz (2014), sowie ihren künstlerischen PhD mit Auszeichnung ab (2020).

## Werk und künstlerische Position
Vasofs künstlerische Arbeit basiert auf einer originellen Auseinandersetzung mit den Grundmechanismen von Bewegung, Zeit und menschliche Wahrnehmung. Sie entwickelt dazu innovative Apparate und Installationen, die gesellschaftliche Paradoxien aufzeigen und etablierte Film- und Animationskonzepte hinterfragen.
Ihr Schwerpunkt liegt insbesondere auf der Entwicklung der Technik des „Non Stop Stop Motion“, mit der sie ein „Expanded Cinema“ zwischen Kunst und Wissenschaft etabliert. Sie verkehrt Funktionen von Alltagsgegenstände auf poetische und kritische Weise bis an die Grenzen des Surrealen und nimmt in ihrer transmedialer Neuformulierung sofern Bezug auf das klassische Trompe-l’œil sowie die Kinetische Kunst. Themen wie Konsum, Vergänglichkeit und paradoxe Wahrnehmungen werden experimentell und medienübergreifend bearbeitet und in Form von Kurzfilmen präsentiert.
Vasofs Werke sind durch Witz, Ironie und einen konstruktiven experimentellen Zugang gekennzeichnet. Ihre Kunst eröffnet dem Publikum neue Perspektiven auf Alltagsobjekte, Zeitwahrnehmung und gesellschaftliche Mechanismen.

## Auszeichnungen (Auswahl)
- 2008: Menschenrechtspreis Camera Zizanio Festival, Griechenland
- 2014: Hauptpreis ASIFA AUSTRIA AWARD „Domino“
- 2017: H13 Performancepreis Österreich
- 2018: Peter Wilde Award for Most Technically Innovative Film, Ann Arbor Film Festival
- 2021: Spezialpreis „coup de cœur“ für „Hitting my Head on the World“, RISC festival
- 2022: George Manupelli Founder’s Spirit Award, Ann Arbor Film Festival USA
- 2023: Outstanding Artist Award für Film (Experimentalfilm), Österreichisches Bundesministerium für Bildung und Kultur
- 2024: Best Experimental Film, Festival of Nations

## Wichtige Ausstellungen und Festivals (Auswahl)
- 2024: RMIT Gallery, Melbourne; File Festival, São Paulo; Diagonale, Graz; Kinoathens Film Festival, Athen[5][6]
- 2023: Wohlmut Galerie, Wien; Stadtbibliothek Stuttgart; Image Forum Festival, Tokio; IndieLisboa, Lissabon; Thessaloniki, Seattle International Film Festival[7]
- 2022: Ostfold Kunstsenter, Norwegen; Neue Galerie Graz; DOXS RUHR, Deutschland; Animafest Zagreb, Kroatien; VIFF Vancouver
- 2021: Untitled Projects Gallery, Wien; Danube Dialogues Contemporary Art Festival, Serbien
- 2020: Permanent Exhibition, House of European History, Brüssel

Ihre Arbeiten wurden weltweit gezeigt, darunter in Wien, Moskau, Athen, Sao Paulo, Graz, Ann Arbor, Novi Sad, Oslo, Birmingham, Zürich, Shanghai, Linz und weiteren Städten

## Lehr- und Kuratorinnentätigkeit
Neben ihrer künstlerischen Praxis ist Vasof seit 2019 Senior Lecturer an der Universität für angewandte Kunst Wien in der Klasse für Social Design und gibt Workshops in zeitbasierter Medienkunst, u. a. an der Kunstuniversität Linz. Sie ist als freie Kuratorin tätig.